# Triticum turgidum
Triticum turgidum là một loài thực vật có hoa trong họ Hòa thảo. Loài này được Carl von Linné miêu tả khoa học đầu tiên năm 1753.

## Hình ảnh

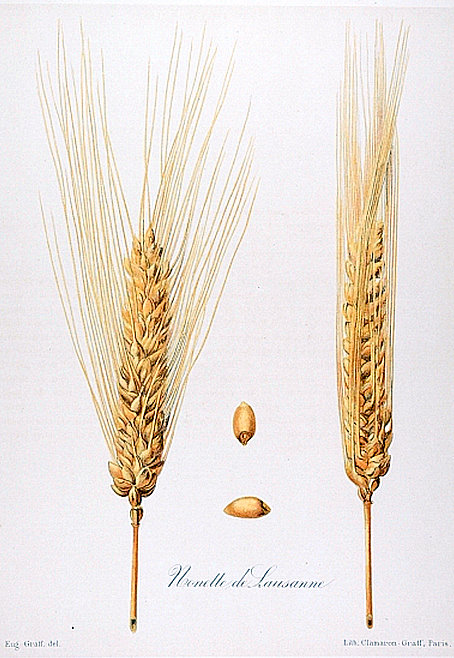
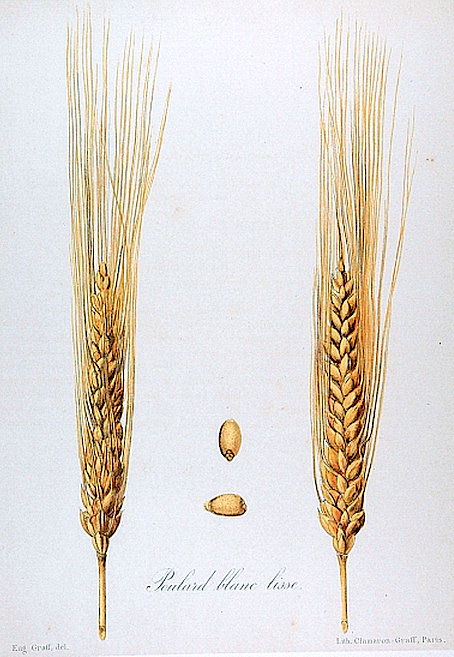
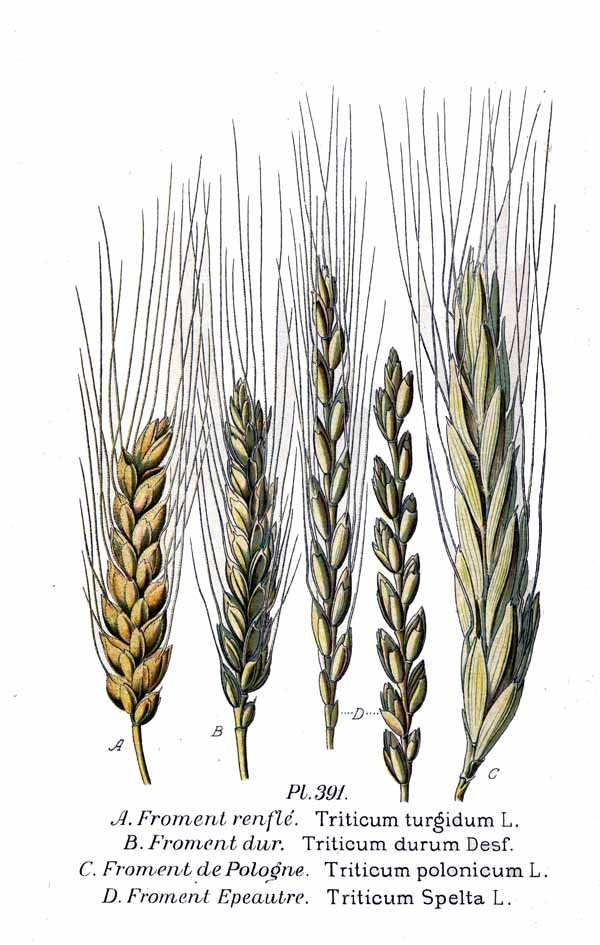
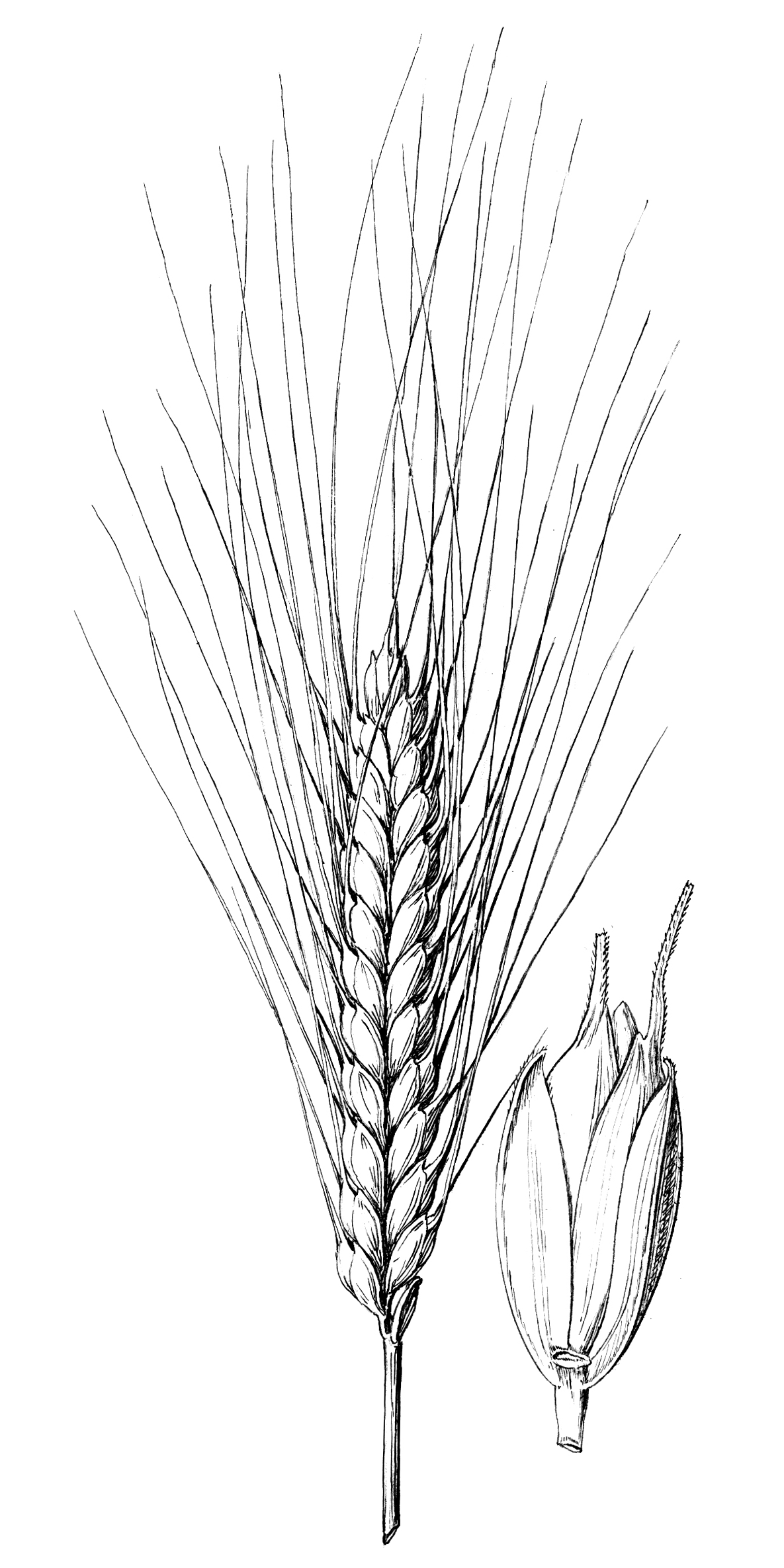